# منتخب نيجيريا للكريكت
منتخب نيجيريا الوطني للكريكت (بالإنجليزية: Nigeria national cricket team)‏ هو ممثل نيجيريا الرسمي في المنافسات الدولية في الكريكت .